# Bon (religió tibetana)
Bon, Bonpo, Bön, gTsug, gTsug-lag o religió dels Dongba és el nom amb què es refereix a les religions del Tibet anteriors al budisme tibetà. Malgrat tindre elements del xamanisme, no és una religió xamanista. Aquest conjunt de religions tenen unes característiques en comú:
- Culte als monarques difunts, enterrats amb els seus béns i familiars pròxims
- Preocupació de la vida terrenal: cerca de l'origen dels patiments
- Déus locals: a alguns dels quals se'ls atribuïa l'origen dels mals, i a són satisfets amb sacrificis (pastíssos semblants a la carn)[1]
- Sacrificaven animals.[2]
- Endevinació.[2]

Expliquen que l'origen de la religió Bon fou gràcies a en gShen-rab-mi-bo també conegut com a Tonpa Shenrab Miwoche o Tönpa Shenrab o ston pa gshen rabo Shenrab Miwo o Buddha Shenrab o Guru Shenrab o Tönpa Shenrab Miwoche o Lord Shenrab Miwo, al qual també se li atribueix la creació de l'escriptura dongba. D'aquest personatge no hi ha fonts que proven la seua historicitat.
Hi ha poques fonts sobre aquestes religions, les quals provenen de l'escola Bon, que es constituí al segle ix. En el segle vii dC es van barrejar amb el budisme i en el segle xiv va esdevenir un tipus especial de budisme.